# Stefan Schwander
Stefan Schwander ist ein deutscher Techno-Musiker und DJ. Er veröffentlichte unter einer Vielzahl von Pseudonymen wie Antonelli Electr., Antonelli, A Rocket In Dub, Repeat Orchestra und Rhythm Maker sowie, zusammen mit Michael Scheibenreiter von den Phoneheads, Swimmingpool.

## Leben und Werk
Schwander produziert seit Mitte der 1990er Jahre elektronische Musik. Seine Musik ist überwiegend dem Genre des Minimal Techno zuzuordnen, greift jedoch auch Einflüsse aus der Disco-Musik (Giorgio Moroder), New Wave, Dub und abstrakter Electronica auf.
Als erste kommerzielle Veröffentlichung erschien 1997 die EP Handclaps auf dem Düsseldorfer Label Stewardess. Schwanders veröffentlicht überwiegend auf seinem eigenen Plattenlabel Italic, das er 1999 mit Marc Knauer in Köln gründete.
Zusammen mit den Musikern Alexander Seidel, Jochen Hennes und Ralf Linden gründete er die Gruppe The Bad Examples, die zwischen 1999 und 2007 drei Alben auf dem Independent-Label Ata Tak veröffentlichten. Mit dem Kölner Musiker Jörg Burger veröffentlichte er 2001 unter dem Projektnamen Pop Up.
Schwander lieferte weiterhin Remixe für Egoexpress (Weiter), Station 17 (Lila Pause / Wer tanzt humpelt nicht), Phoneheads (Solex) und Quarks (Du entkommst mir nicht).
Obwohl er unter einer Vielzahl von Pseudonymen produziert, ist Antonelli Electr. sein wichtigstes Projekt. Bei seinen Live-Auftritten produziert Schwander neben der Musik auch die Visuals.
Stefan Schwander lebt in Düsseldorf.

## Veröffentlichungen

### Alben
- 1998: Antonelli Electr. – Peng Peng Baby (Stewardess)
- 1999: Antonelli Electr. – Me, The Disco Machine (Italic)
- 2000: Antonelli Electr. – Click (Italic)
- 2001: Rhythm Maker – Landing (Background)
- 2002: Antonelli Electr. – Love And Other Solutions (Italic)
- 2002: Repeat Orchestra – Themes From Repeat (A Touch Of Class)
- 2003: A Rocket In Dub – If Music Could Talk (Italic)
- 2003: Swimmingpool – Anything that Doesn't Move (Combination)
- 2004: Antonelli Electr. – Between A Peking Duck And A Cupfinal (Fat32)
- 2004: Repeat Orchestra – The Original Dimensions (A Touch Of Class)
- 2005: Antonelli – The Blackout Quintet (Italic)
- 2007: Antonelli Electr. – Between A Peking Duck And A Cupfinal (Mix; Limited Edition; Italic)
- 2008: Antonelli – Soulkiller (Italic)
- 2010: Harmonious Thelonious – Talking (Italic)
- 2012: Harmonious Thelonious – Listen (Italic)
- 2015: Harmonious Thelonious – Santos (Italic)
- 2015: Abul Mogard / Harmonious Thelonious – Schleißen 1 (Emotional Response)
- 2016: Harmonious Thelonious – International Dance Record (Italic)

### Singles und EPs
- 1997: Antonelli Electr. – Handclaps EP (Stewardess)
- 1999: Antonelli Electr. – Automatic Music (Italic)
- 1999: Antonelli Electr. – Dubby Disco (Italic)
- 1999: Antonelli Electr. – I Don’t Want Nobody Else But You (Italic)
- 1999: Antonelli Electr. – The Source (Italic)
- 2000: Antonelli Electr. – Bohannon (Italic)
- 2000: Antonelli Electr. – Composure EP (Italic)
- 2000: Antonelli Electr. – The Strings (Italic)
- 2000: Antonelli Electr. featuring Miss Kittin – The Vogue (Italic)
- 2000: Repeat Orchestra – A Deeper Ground (A Touch Of Class)
- 2000: Repeat Orchestra – Pure Silver EP (A Touch Of Class)
- 2000: Rhythm Maker – Experiment No. 1 EP (Background)
- 2000: Rhythm Maker – Metal Patience EP (Background)
- 2001: Antonelli Electr. – Chrome Vanadium EP (Italic)
- 2001: Antonelli Electr. – The Vogue (Remixes) (Italic)
- 2001: A Rocket In Dub – Rocket No. 1 (Italic)
- 2001: Repeat Orchestra – Personal Soul EP (A Touch Of Class)
- 2001: Repeat Orchestra – Private Life EP (A Touch Of Class)
- 2001: Rhythm Maker – Alles Mainstream EP (Background)
- 2001: Rhythm Maker – Keeper EP (Deep Night Essentials)
- 2002: Antonelli Electr. – Pictures (Italic)
- 2002: A Rocket In Dub – Rocket No. 3 (Italic)
- 2002: A Rocket In Dub – Rocket No. 5 (Italic)
- 2002: Repeat Orchestra – Blackpool EP (A Touch Of Class)
- 2003: A Rocket In Dub – Rocket No. 7 (Italic)
- 2004: Antonelli Electr. – Anti-Establishment 03 (Italic)
- 2004: Repeat Orchestra – Red Dark Shed EP (A Touch Of Class)
- 2005: Antonelli – Kung Fu (Italic)
- 2005: Antonelli Electr. – Laziness EP (Level Records)
- 2005: Rhythm Maker – Every Now And Then, Anger EP (Background)
- 2006: Antonelli Electr. – A Ghost Should Care (Minuendo Recordings)
- 2006: Antonelli – Esplanada EP (Kalk Pets)
- 2006: Antonelli Electr. – Kimbo (Level Records)
- 2006: Repeat Orchestra – Asafa Chords EP (A Touch Of Class)
- 2006: Repeat Orchestra – The Making Of (Real Soon)
- 2007: Antonelli – Boogie EP (Dreck Records)
- 2007: Antonelli – Ride On Black Train EP (Kalk Pets)
- 2007: Antonelli – The Name Of This Track Is Bobby Konders (Italic)
- 2008: Antonelli – Hamilton (Versions) (Italic)
- 2008: Harmonious Thelonious – Just Drifting (Dreck Records)
- 2009: Antonelli – Acid Oscillations / The Groove Of All Grooves (Italic)
- 2009: Antonelli Electr. – Cancel (Level Records)
- 2009: Antonelli – Disconnected / Operatore (Dreck Records)
- 2010: Harmonious Thelonious – On Stages (Diskant)
- 2010: Harmonious Thelonious – Mokambo (Diskant)
- 2011: Harmonious Thelonious – Drums of Steel EP (Asafa)
- 2011: Harmonious Thelonious – Ting Tong EP (Asafa)
- 2013: Harmonious Thelonious – Drum, Chant and Other Music (Asafa)
- 2013: Harmonious Thelonious – The Malag (Meakusma)